# Dubová (Přídolí)
Dubová je malá vesnice, část městyse Přídolí v okrese Český Krumlov. Nachází se asi 4 km na jih od Přídolí. Je zde evidováno 8 adres.
Dubová leží v katastrálním území Lověšice o rozloze 5,68 km², částečně také v katastrálním území Zátes.

## Historie
První písemná zmínka o vesnici pochází z roku 1371.